# Historia (revue)
Pour les articles homonymes, voir Historia.
Historia est une revue mensuelle française de vulgarisation consacrée à l'histoire.

## Historique
La revue Historia est créée par Jules Tallandier, un ancien libraire devenu éditeur, qui lance en 1908 le magazine Lisez-moi, composé de récits d'aventures, et son pendant littéraire Lisez-moi bleu. En décembre 1909 paraît le Lisez-moi historique sous titré Historia. Le magazine cesse de paraître de 1937 à 1945.
Maurice Dumoncel, président des éditions Tallandier et petit-fils de Jules Tallandier, relance en 1946 le magazine illustré Lisez-moi Historia, « la revue vivante du passé ». En janvier 1955, le magazine prend son titre actuel.
Leader des magazines de vulgarisation historique d'après-guerre, la revue tire à près de 300 000 exemplaires dans les années 1960 avant de voir son succès décliner. En 1994, Historia et Historama fusionnent en une seule revue tirée à 120 000 exemplaires.
Elle publie des articles et des dossiers auxquels participent des historiens connus. Les dossiers sont approfondis dans un bimestriel thématique.
En 1999, le groupe Sebdo-Le Point, propriété de Francois Pinault par l'entremise de la société Artémis, son holding financier, rachète les éditions Tallandier, éditeur de la revue Historia.
Les éditions Tallandier sont ensuite fragmentées. La branche presse est conservée au sein du groupe Sophia Publications du Point.
En 2014, François Pinault cède Sophia Publications à Maurice Szafran, ancien président de Marianne, Thierry Verret, ancien PDG du groupe France agricole et Gilles Gramat, associé du fonds Pragma Capital.
En juin 2016, le groupe Perdriel, propriétaire de Challenges et de Sciences et Avenir, rachète la société Sophia Publications, éditrice de La Recherche, L'Histoire, Historia et Le Magazine littéraire.
En 50 ans, les ventes d'Historia ont été divisées par 6, passant de 300 000 exemplaires mensuels dans les années 1960 à 50 000 exemplaires en 2016, subissant l'érosion commune à l'ensemble de la presse écrite française.
Le 13 décembre 2017, le constructeur automobile Renault annonce qu'il acquiert 40 % des parts de Sophia Publications, afin de fournir des contenus aux utilisateurs des véhicules connectés de la marque.
Renault est finalement sorti du capital en décembre 2019.
Au printemps 2023, un rachat de la revue par le groupe LVMH est évoqué et l'essayiste Franck Ferrand est pressenti à la direction du comité éditorial, qui s'en inquiète dans un communiqué en raison de la participation de Ferrand au magazine d'extrême droite Valeurs actuelles où il tient une chronique depuis 2021. Le communiqué appelle à la « vigilance » sur la ligne éditoriale d’Historia et à une « neutralité absolue d’un point de vue politique et idéologique »,.

### Positionnement
Revue de vulgarisation, Historia s'adresse au grand public et place l'accessibilité au centre de sa démarche, alors que l'autre revue française à grande diffusion sur la discipline, L'Histoire, vise davantage, traditionnellement, les connaisseurs et la communauté scientifique,.

### Prix
Depuis 2010, Historia attribue chaque année un prix Historia, destiné à récompenser l'auteur d'un travail historique.

## Chroniqueurs et éditorialistes notables
(Liste non exhaustive, classée en ordre croissant d'années de naissance).
- Georges Imann (1889-1977) ;
- André Beaufre (1902-1975) ;
- Christiane Desroches Noblecourt (1913-2011) ;
- René Joffroy (1915-1986) ;
- Michel de Mauny (1915-2010) ;
- Yann Brekilien (1920-2009) ;
- Claude Pasteur (1920-2011) ;
- Jean Lacouture (1921-2015) ;
- Alain Decaux (1925-2016) ;
- Marianne Mulon (1927-2011) ;
- Jean Markale (1928-2008) ;
- Jean-Denis Bredin (1929-2021) ;
- Pierre Miquel (1930-2007) ;
- Philippe Contamine (1932-2022) ;
- Max Gallo (1932-2017) ;
- Jean Tulard (1933-) ;
- Jean Bothorel (1940-) ;
- Daniel Amson (1942-2015) ;
- Michel Cazenave (1942-2018) ;
- Christian Querre (1943-) ;
- Rémi Kauffer (1949-) ;
- Patrice Brun (1953-) ;
- Philippe Delorme (1960-) ;
- Jacques-Olivier Boudon (1962-) ;
- Éric Teyssier (1962-).

## Diffusion
| Titre          | 2010   | 2011    | 2012    | 2013     | 2014    | 2015    | 2016    | 2017    | 2018    | 2019    | 2020    | 2021    | 2022    | 2023   |
| -------------- | ------ | ------- | ------- | -------- | ------- | ------- | ------- | ------- | ------- | ------- | ------- | ------- | ------- | ------ |
| Historia       | 73 371 | 72 944  | 68 357  | 61 355   | 55 579  | 52 508  | 50 441  | 53 852  | 55 092  | 55 820  | 56 712  | 60 405  | 58 896  | 50 081 |
| Variations N-1 | -      | -1,37 % | -6,29 % | -10,24 % | -9,41 % | -5,53 % | -3,93 % | +6,76 % | +3,77 % | +1,55 % | +0,24 % | +6,00 % | -0,97 % | -12 %  |